# Biobessoides pujoli
Biobessoides pujoli är en skalbaggsart som beskrevs av Teocchi 1992. Biobessoides pujoli ingår i släktet Biobessoides och familjen långhorningar.
Artens utbredningsområde är Kenya. Inga underarter finns listade.